# Männermagazin
Männermagazine sind ein Segment der Publikumszeitschriften. Sie zählen wie Frauen- oder Jugendzeitschriften zu den Zielgruppenzeitschriften und sind damit von den themenzentrierten Special-Interest-Zeitschriften abgegrenzt.

## Definition und Abgrenzung
Historisch wurde der Begriff Männermagazin zunächst synonym für Herrenmagazin und damit euphemistisch für Erotikzeitschriften verwendet. Erst mit der Entwicklung redaktioneller Konzepte, die auf eine Themenerweiterung setzten und den Anteil sexualitätsorientierter Inhalte verringerten (oder diese zumindest in einen redaktionellen Kontext einbetteten), bildeten sich die Männermagazine ab den 1990er-Jahren als eigenes Segment heraus und werden nunmehr zur Lifestyle-Presse gerechnet.
In der heute gebräuchlichen engen Definition wird ein Männermagazin also typischerweise durch eine inhaltliche Mischung aus Technik-, Automobil-, Reise-, Mode-, Erotik- und eventuell Karrierethemen bestimmt, entsprechend wird von den Verlagen gelegentlich auch die Segmentbezeichnung Männer-Lifestyle-Magazin benutzt.

## Historische Entwicklung
Das Magazin Esquire kam erstmals 1933 heraus. Von Anfang an veröffentlichte das Magazin Pin-ups. Der Playboy hatte seine Erstausgabe 1953. Penthouse wurde 1965 in Großbritannien gegründet und behauptete sich bald in den USA als Alternative zum Playboy. Hustler ist ein seit 1974 monatlich erscheinendes US-amerikanisches Männermagazin.

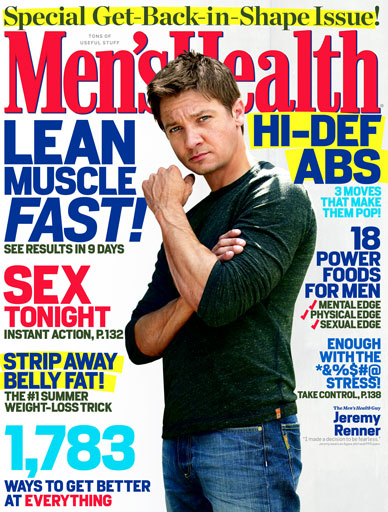
Men’s Health, englischsprachige Version

Als ältestes deutschsprachiges Männermagazin wird heute der Playboy gesehen, der 1972 – damals allerdings mit deutlicherer Erotik-Ausrichtung – in Deutschland eingeführt wurde. Zwar existiert bereits seit 1950 die deutsche Zeitschrift Er – die Zeitschrift für den Herrn, die sich als „ältestes Männermagazin der Welt“ bezeichnet, jedoch wandelte sich dieses Heft im Laufe der Jahrzehnte vom Männermagazin hin zum Schwerpunkt Erotik.
Als weiterer Vorläufer gilt die Männer Vogue, 1984 ebenfalls aus den USA adaptiert. Die eigentliche Gründungsphase fand allerdings im boomenden Anzeigenmarkt der späten 1990er-Jahre statt. FHM erschien erstmals 1985 in Großbritannien; 1986 folgte Men’s Health. Die Erstausgabe der britischen Maxim stammt von 1995. GQ erschien erstmals 1997. Später folgten Amico, Matador, Best Life oder Tweed.

## Lesermarkt in Deutschland
Die sechs in der Media-Analyse erhobenen Männermagazine in Deutschland erreichten 2007 zusammen eine Bruttoreichweite von 3,3 Millionen Lesern. Reichweitenstärkster Titel ist Playboy mit knapp einer Million, gefolgt von Men’s Health mit 685.000 Lesern.